# Жан II де Жуаньи
Жан II Блондель де Жуаньи (Jean II Blondel de Joigny) (ок. 1280 — 24 сентября 1324) — граф Жуаньи (в Шампани).
Сын Жана I де Жуаньи и Марии де Меркёр. Наследовал отцу в 1283 году.
В 1300 г. за 4850 ливров освободил жителей Жуаньи от налогов и других податей в его пользу, что было подтверждено хартией короля Филиппа Красивого и его жены Жанны Наваррской.
В 1316 году поддержал притязания Жанны II Наваррской на французский трон.
С 1297 года был женат на Агнессе де Бриенн (ум. ок. 1305), дочери Гуго I, графа де Бриенна, и Изабеллы Афинской. Дочь:
- Жанна (ум. 1336), графиня де Жуаньи, жена Карла Валуа, брата короля Филиппа VI.

Овдовев, женился на Аликсенде де Меркёр (ум. 1336), дочери Беро VII де Меркёра и Бланш де Сален. Детей в этом браке не было.
В 1321 году после смерти тестя вместе с женой унаследовал сеньорию Меркёр, которая в дальнейшем досталась сыну Аликсенды от второго мужа — Жану I, графу Клермона (ум. 1352).
Дочь Жана II Жанна умерла в 1336 г. бездетной. Её муж Карл Валуа в 1338 году в обмен на другие земли передал графство Жуаньи маршалу Милю де Нуайе, а тот, в свою очередь, — сыну, Жану де Нуайе (1323—1361).